# Mauren (Ehningen)

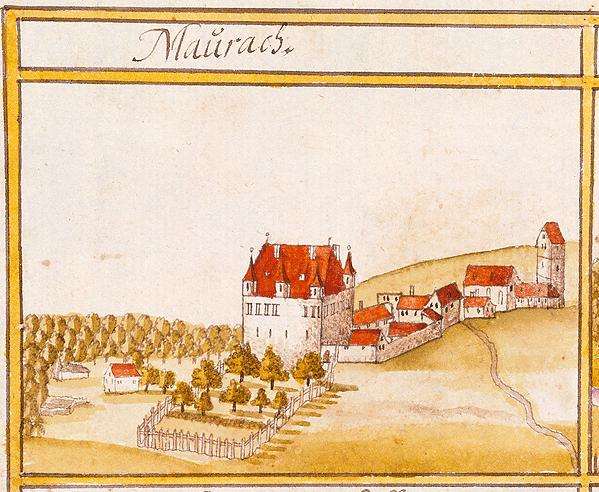
Mauren 1683/1685 im Kieserschen Forstlagerbuch

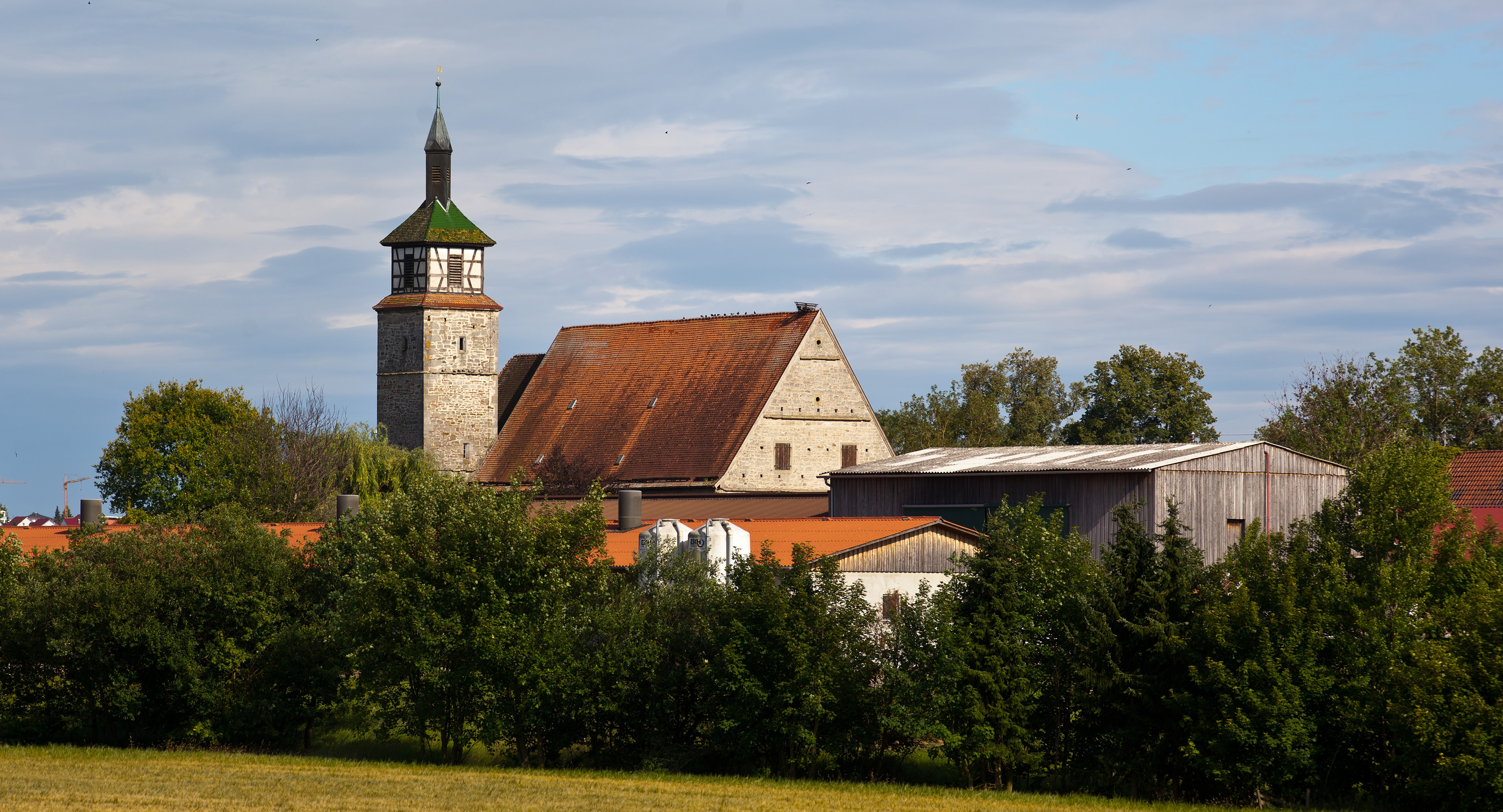
Ehemalige Wallfahrtskirche in Mauren

Mauren ist ein zu Ehningen im Landkreis Böblingen in Baden-Württemberg gehörender Weiler, der in der Hauptsache aus einem landwirtschaftlichen Betrieb, der Ruine des alten Schlosses, einer Wallfahrtskirche und dem seit 2013 geschlossenen Landgasthof „Grüner Baum“ besteht. Das Gut gehört erst seit 1851 zur Gemeinde Ehningen, davor war es ein unabhängiges, unter verschiedenen Herren stehendes Lehen.
Der Name soll sich auf römische Ruinen beziehen (lat. muri = Mauern).

## Schloss Mauren
In seiner ersten Erwähnung war Mauren eine gotische Wasserburg, die jenseits der Würm auf der anderen Seite des heutigen Weilers lag. Diese Burg und die zugehörigen Ländereien unterstanden dem Kloster Bebenhausen.
Besitz:
14. Jahrhundert: Herren von Herteneck (1320–52) und Herren von Bondorf (ab 1352)
1395 wurde die Burg geschleift. Zu der Zeit war die Burg ein Bollwerk des Schleglerbundes (einer schwäbischen Ritterverbindung) gewesen, der gegen die damalige Herrschaft konspirierte.

Die Burg wurde wieder aufgebaut und unterstand seitdem der Lehensherrschaft Württembergs. 1459 ging das Gut an die Herren von Dachenhausen. Am 16. Dezember 1616 wurde das Gut von Eberhart Wolf von Tachenhausen für den Preis von 30.000 Gulden an Johann Friedrich Schertel von Burtenbach verkauft und das Gut unterstand seitdem dem Ritterkanton Neckar-Schwarzwald.
Nach diesem Verkauf wurde die alte Burg abgebrochen und Heinrich Schickhardt erhielt den Auftrag ein neues Schloss zu bauen. Aus den Aufzeichnungen Schickardts zu dem Auftrag:
„Mauren. Auf den 3. oktobris 1617 hat Junker Friedrich Schertlein mich begert, daß ich Im ein Abriss zu einem ganz newen Schloß, das ehr nit mehr im thal, sondern auf den Berg da vor keines gestanden, bauen wolle, machen soll, welches geschehen auch gleich darnach erbaut worden.“
Das Schloss war ein rechteckiger, dreigeschossiger Bau mit Türmchen an den Ecken und einer ausgedehnten Gartenanlage, die durch ein Röhrensystem mit Quellwasser versorgt wurde.
Verschiedene Besitzer:

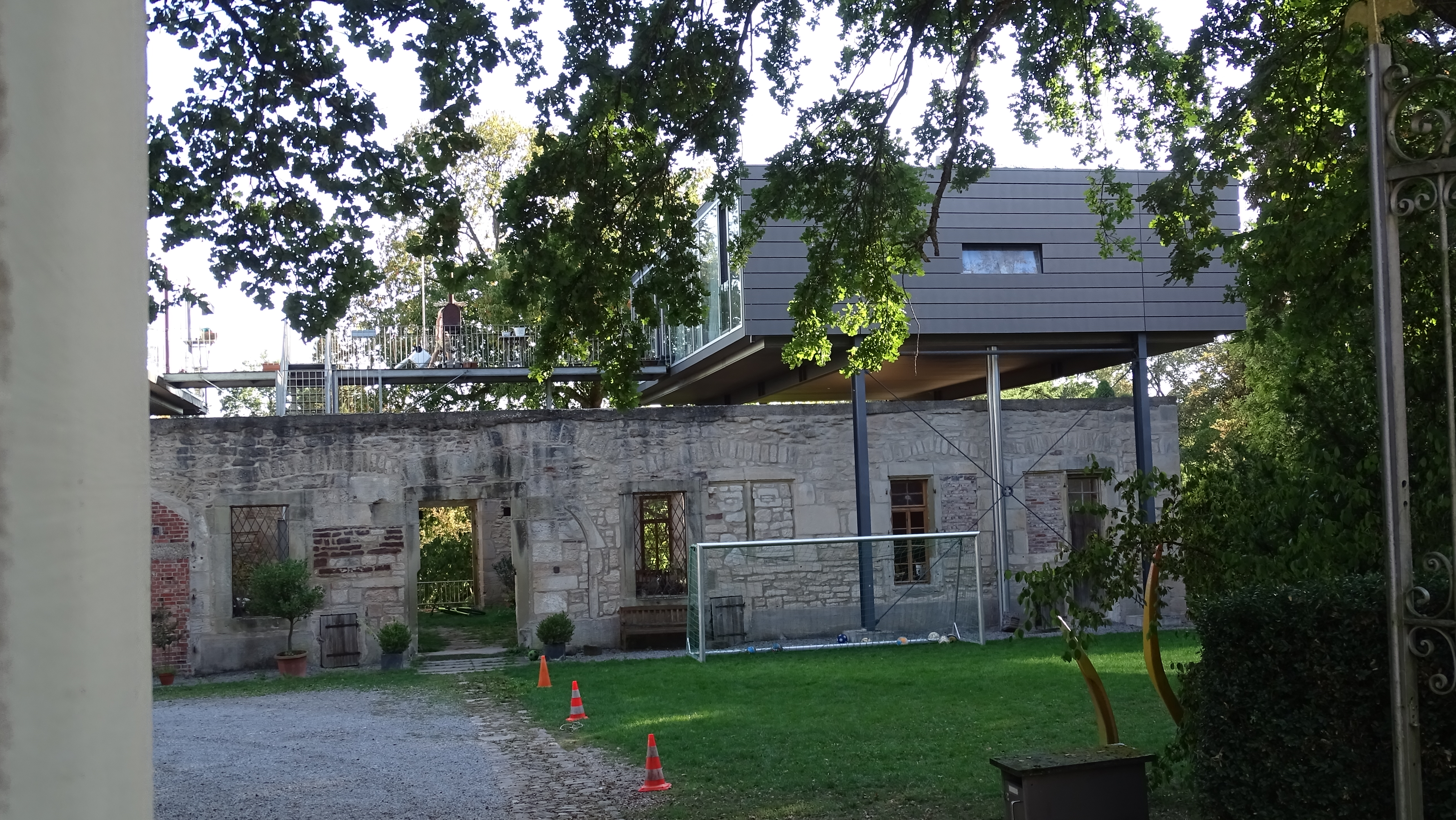
Ruine des Schlosses mit modernem Bungalow überbaut

- 1782 war das Schloss im Besitz von Freiherr von Hopfer. Dieser erklärte das Gut zu 'Fideis commis' (Familienfideikommiss), wodurch das Gut unveräußerlich wurde und nur die Erträge dem jeweiligen Herren zustanden.
- 1788 ging das Gut durch Erbschaft an den Freiherrn von Röder.
- 1813 wurde das Gut an Friedrich Wilhelm Ludwig Freiherr von Koenig verkauft, der im Jahr 1809 schon die aufgelöste Pfarrei mitsamt der Kirche erworben hatte.
- 1826 erhielt der Kirchturm der Wallfahrtskirche ein neues Glockenhaus in einer neuen Kirchturmspitze. Das Gut wurde danach von Adelheid Schott von Schottenstein (einer Halbschwester des gleichnamigen württembergischen Generals Max) und ihrem Ehemann Franz Ferdinand von Dusch, sowie deren Sohn Alexander von Dusch und seiner Frau Pauline besessen und verwaltet. Nach dem Luftangriff von 1943, bei dem das Schloss durch eine Brandbombe in Flammen aufging, wurden die größten Teile des Schlossgebäudes wegen Einsturzgefahr abgetragen.
- 1954 wurde das Gut an Landwirt Albert Juzeler verkauft und ist heute im Besitz der Familie Kenntner. Das Schloss ist im Besitz der Familie Krohmer.

## Marien- und Pelagiuskirche
Die Kirche wurde erstmals erwähnt im Jahr 1320 als Kapelle. Ausweislich einer Urkunde von 1337 war sie ein Filial der Kirche von Altdorf und gehörte zusammen mit dieser zum Kloster Bebenhausen. Mit der Kirche war bis zur Reformation eine Wallfahrt verbunden. Das um 1360 datierende Gnadenbild befindet sich heute im Landesmuseum Württemberg in Stuttgart.
Vom romanischen Vorgängerbau aus dem 11./12. Jahrhundert sind nur noch geringe Reste erhalten, die in den heutigen Bau integriert wurden. Das heutige Kirchenschiff datiert um 1470, während Chor und Turm vermutlich aus dem 14. Jahrhundert stammen. Lange Zeit diente die Kirche als Pfarrkirche der Schlossherrschaft Mauren. Bemerkenswert ist, dass die Kirchturmsuhr nur einen Zeiger besitzt. Nach Mitte des 16. Jahrhunderts setzte ein baulicher Verfall ein. Seit 1827 trennt eine Wand den Chor, der seitdem allein als Kirche dient, vom Kirchenschiff ab. Letzteres wurde seitdem als Speicher genutzt. Aus kunsthistorischer Sicht hervorzuheben sind Reste der ehemals reichen Innenausmalung, ein elfenbeinernes Altarkreuz aus dem 17. Jahrhundert sowie zwei qualitätvolle Grabmale.

## Kunstwerke

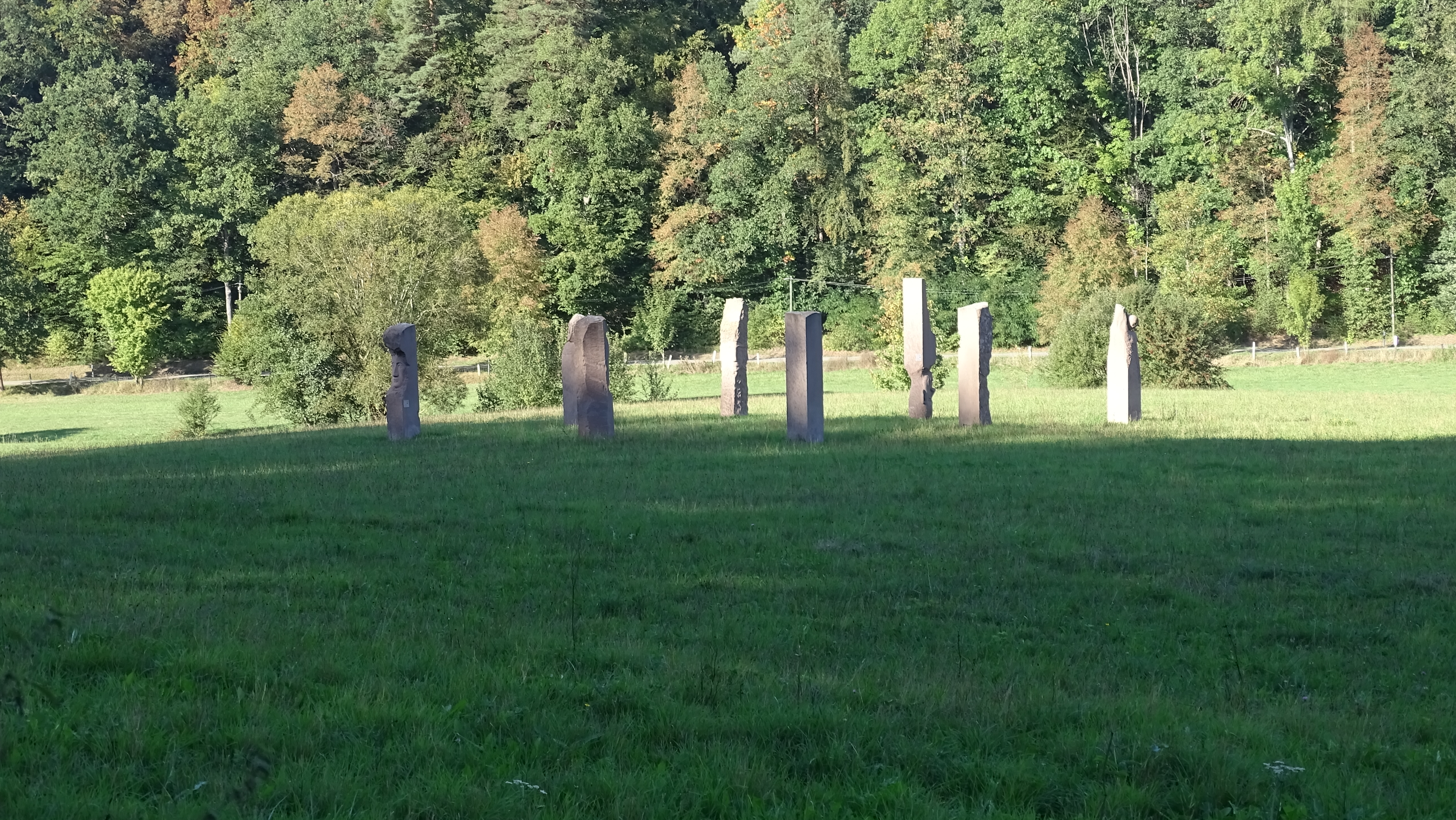
Jede Menge Kunst rund um Mauren

In der Umgebung von Mauren gibt es einen Skulpturenweg mit Werken namhafter Künstler.

## Persönlichkeiten
- Harley Krohmer (* 1970), Forscher und Unternehmer
- Else von Löwis (1880–1961), Gutsherrin des Hofguts Mauren
- Thomas von Löwis of Menar (* 1947), deutscher Tourenwagenfahrer und Teamchef im Autosport